# Lilla Dalens begravningsplats

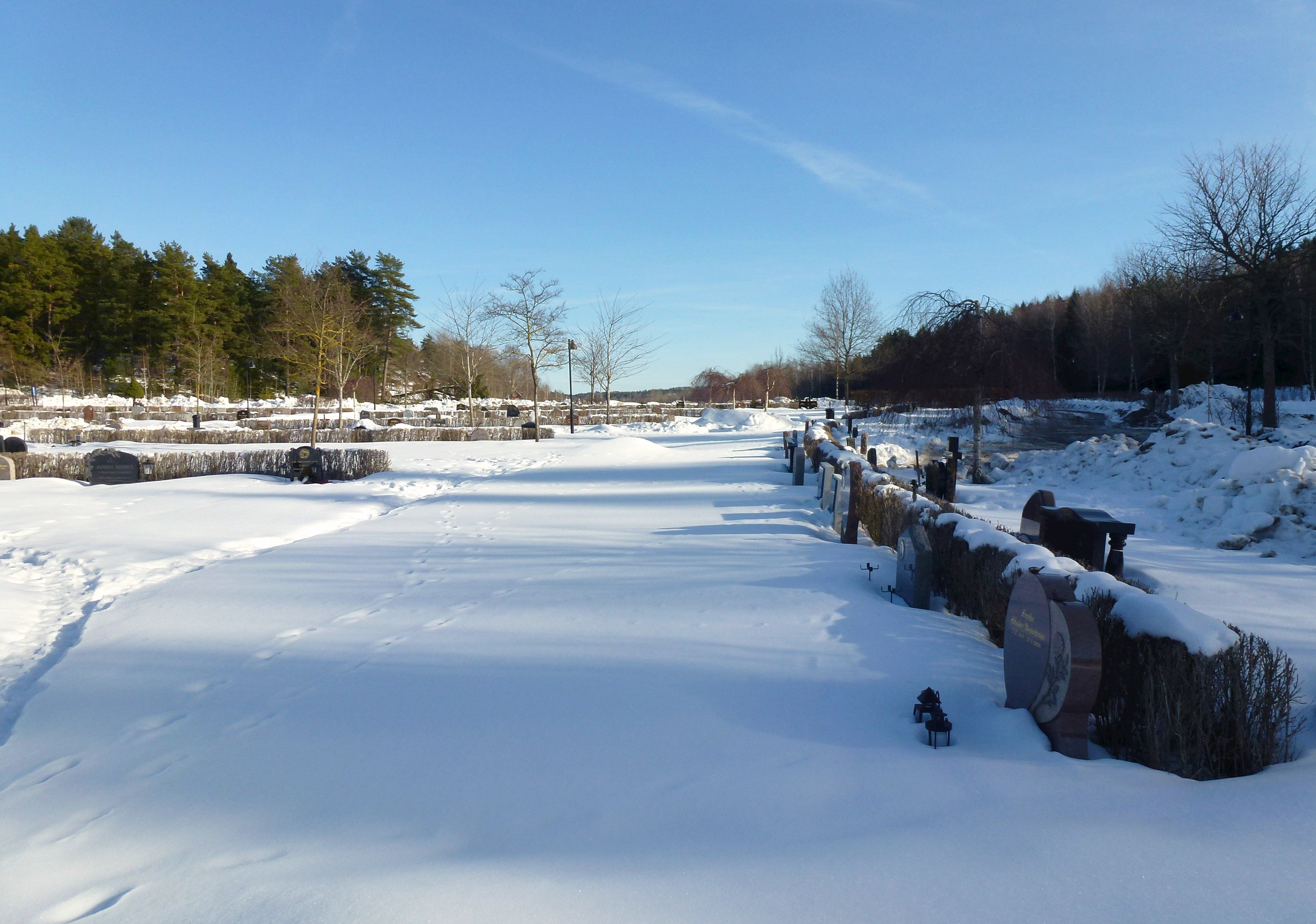
Lilla Dalens begravningsplats, februari 2013.

Lilla Dalens begravningsplats är en begravningsplats i Botkyrka kommun, Stockholms län. Det är en av få religionsneutrala begravningsplatser i Sverige. Lilla Dalens begravningsplats når man från Hågelbyleden och ligger i ett vidsträckt naturområde mellan Hågelby gård och Tullingesjön. Platsen invigdes 1989.

## Namnet
Namnet härrör från dagsverkstorpet "Lilla Dalen" som byggdes på 1800-talet och som låg under Elvesta gård. Det fanns även torpet "Stora Dalen", som dock inte längre existerar. Den nuvarande byggnaden är från början av 1900-talet. Av uthusen finns bara grunderna kvar. Idag ägs Lilla Dalen av Botkyrka kommun, men disponeras av Vårby-Fittja hembygdsförening.

## Begravningsplatsen och ceremonibyggnad
Begravningsplatsen omfattar en yta på 58 hektar med plats för ca 2 270 gravplatser och gestaltades av W. Bauer – J. Karon AB Landskapsarkitekter. I anslutningen finns även en minneslund. Centralt, intill en spegeldamm, ligger en låg ceremonibyggnad med fasader i gult tegel och koppartak. Byggnaden och den intilliggande klockstapel ritades av BLP Arkitekter. Ceremonibyggnaden är en symbol för det mångreligiösa och mångkulturella Botkyrka. Här kan begravningar förrättas oavsett religionstillhörighet.
Efter en ombyggnad av ceremonibyggnaden 2008-2009 har antal sittplatser ökats till 70 och en konstnärlig utsmyckning i form av ett blyglasfönster sattes upp. Det föreställer ett träd ”Tid och evighet” och är formgivet av konstnären Karin Bernerstedt.

## Bilder

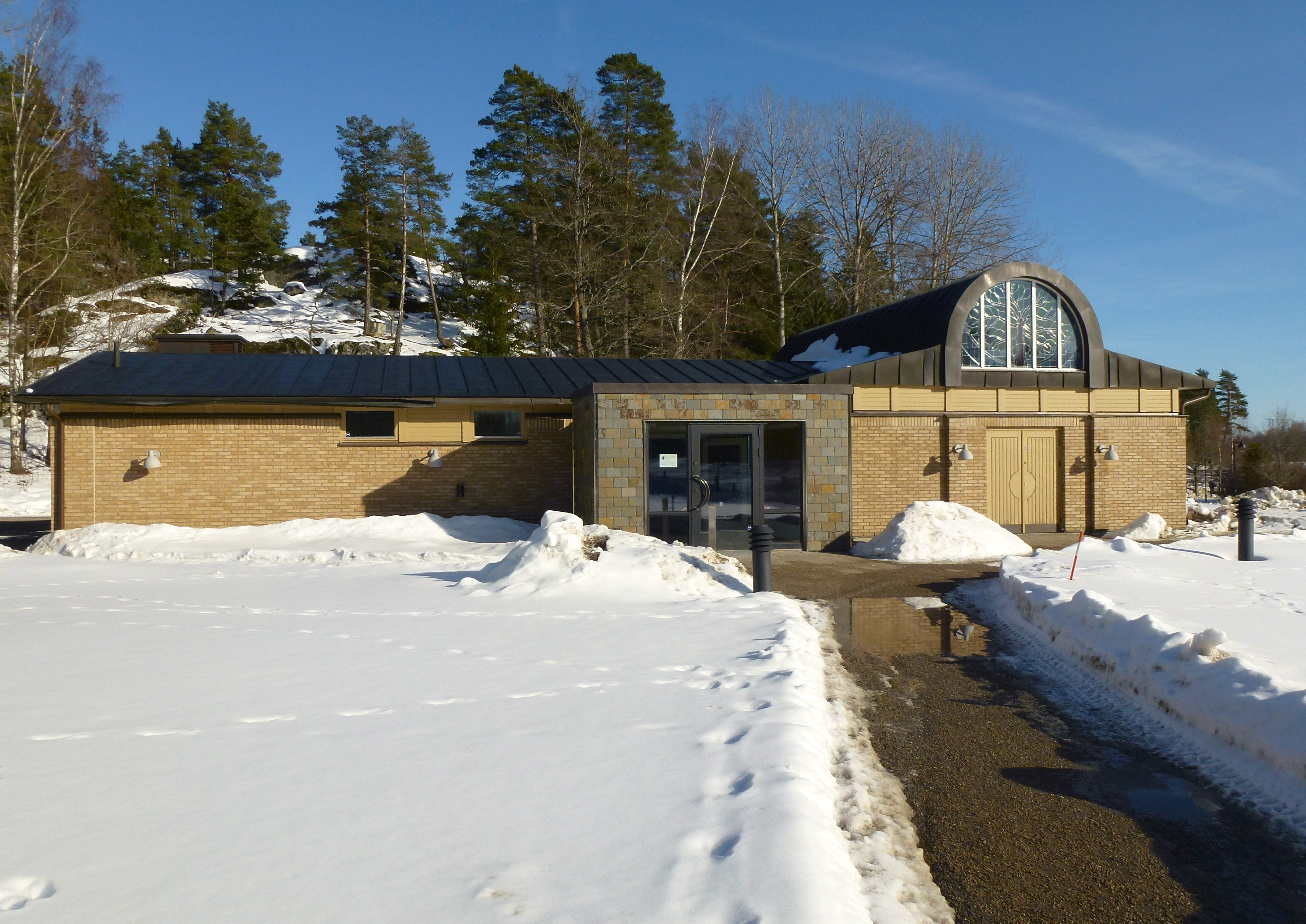
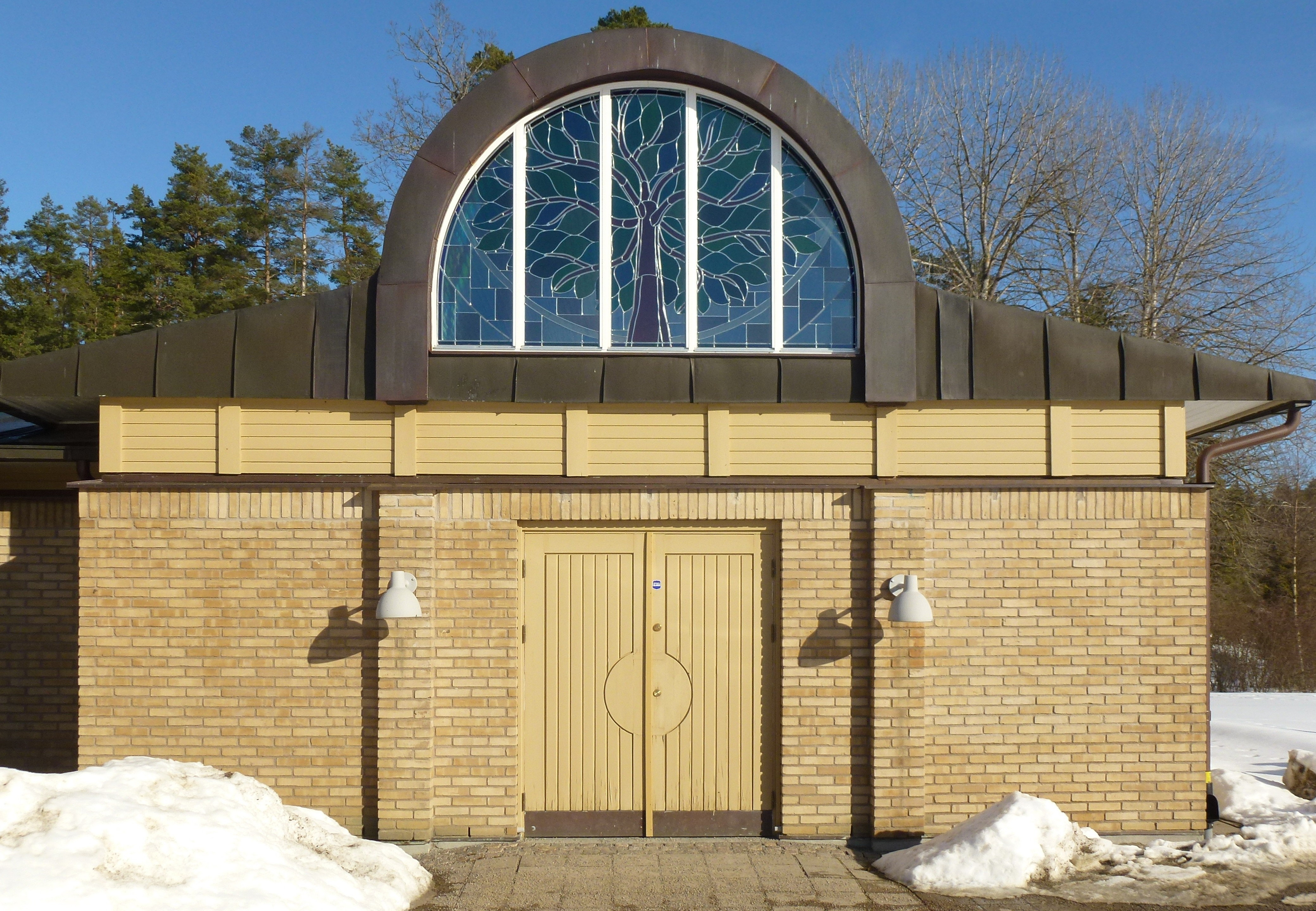
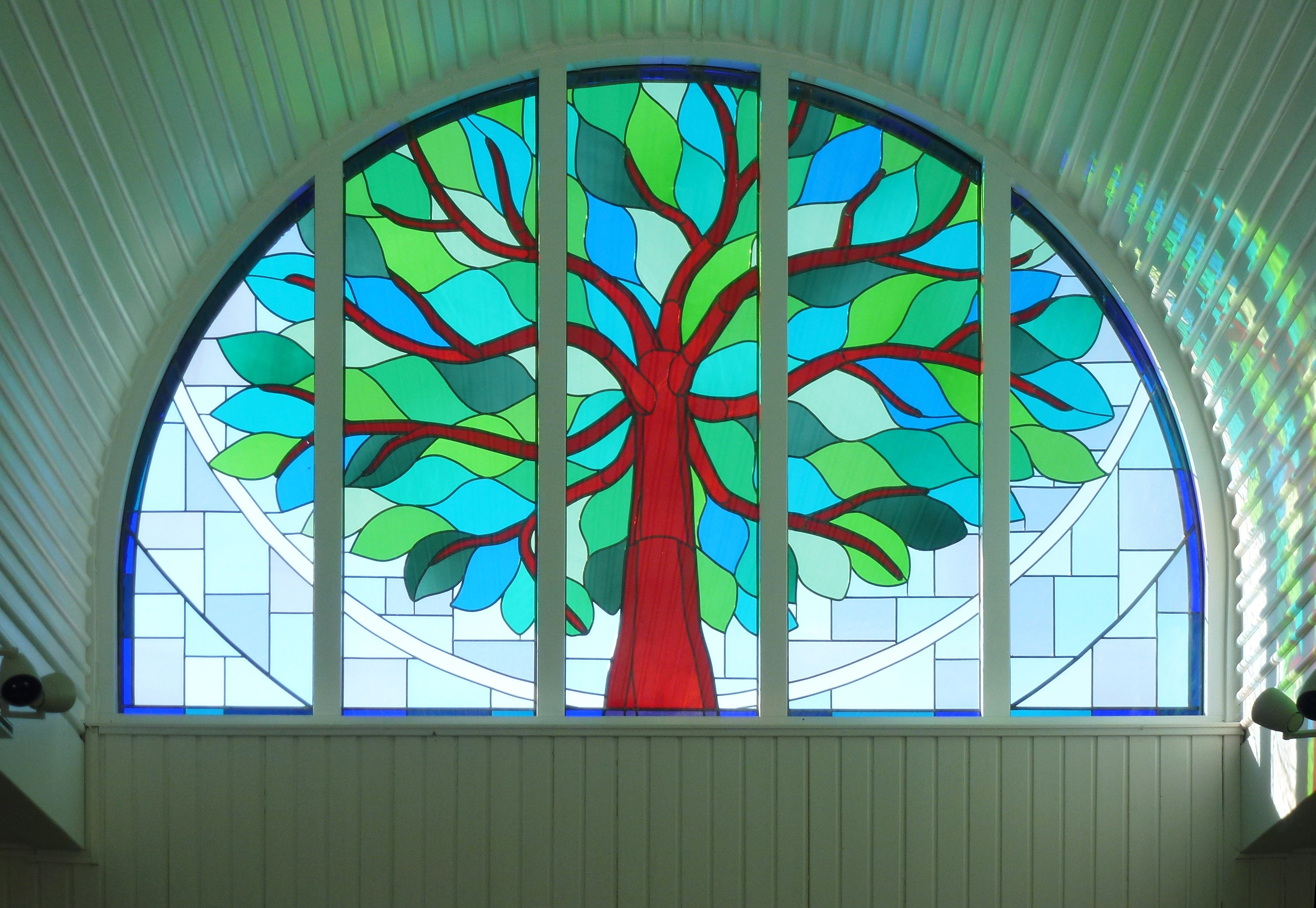
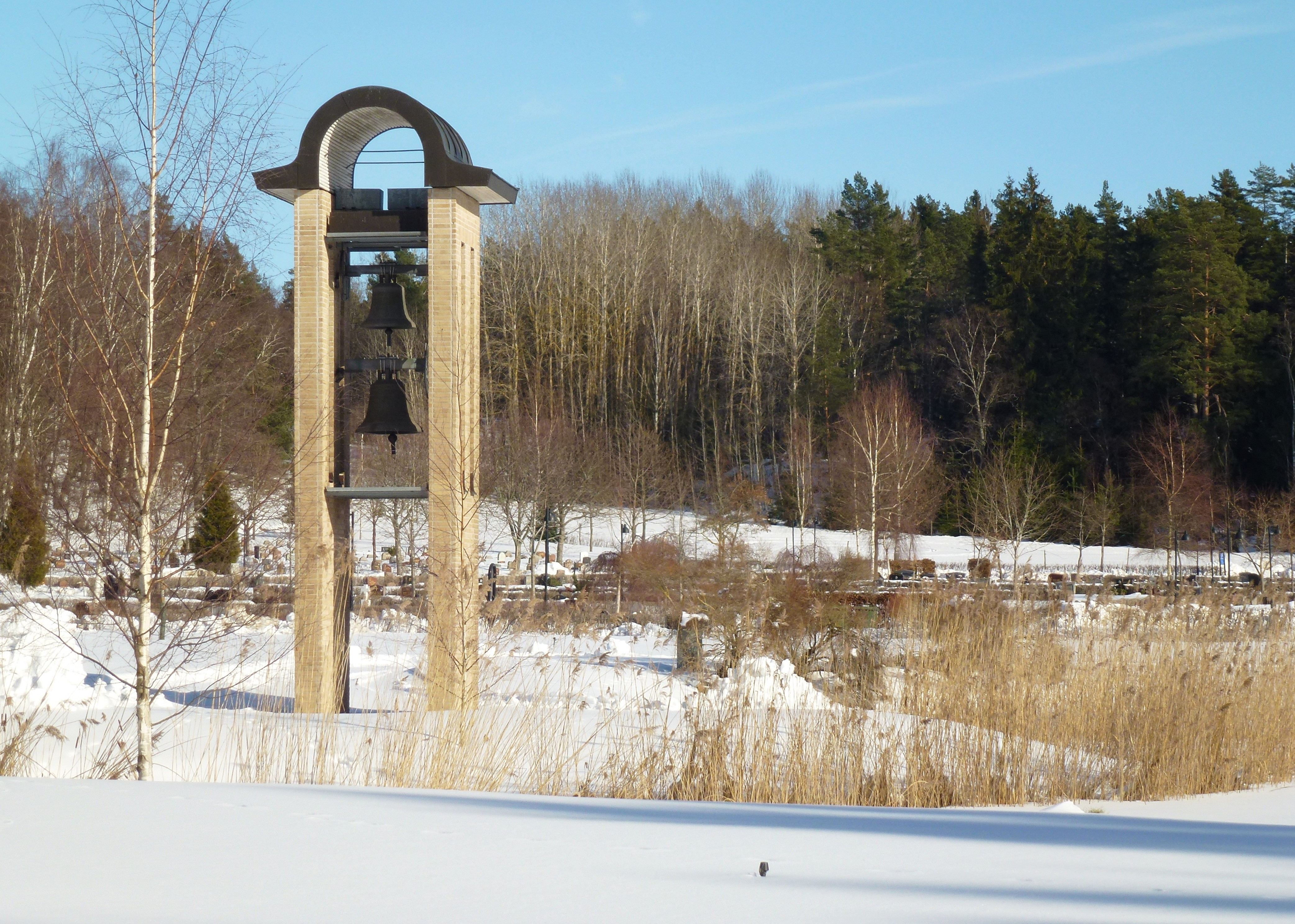